# Sant Sebastià de Guàrdia de Noguera
L'església de Sant Sebastià de Guàrdia de Noguera és una església del terme municipal de Castell de Mur, a l'antic terme de Guàrdia de Tremp. Es troba a mig camí entre Guàrdia de Noguera i Cellers.
Situada a la partida de lo Lledó, al lloc on es troben els camins de Sant Sebastià i de les Esplanes, al sud-est de la partida de l'Hospital, a poc més d'un quilòmetre de Guàrdia de Noguera.